# 합천 함벽루

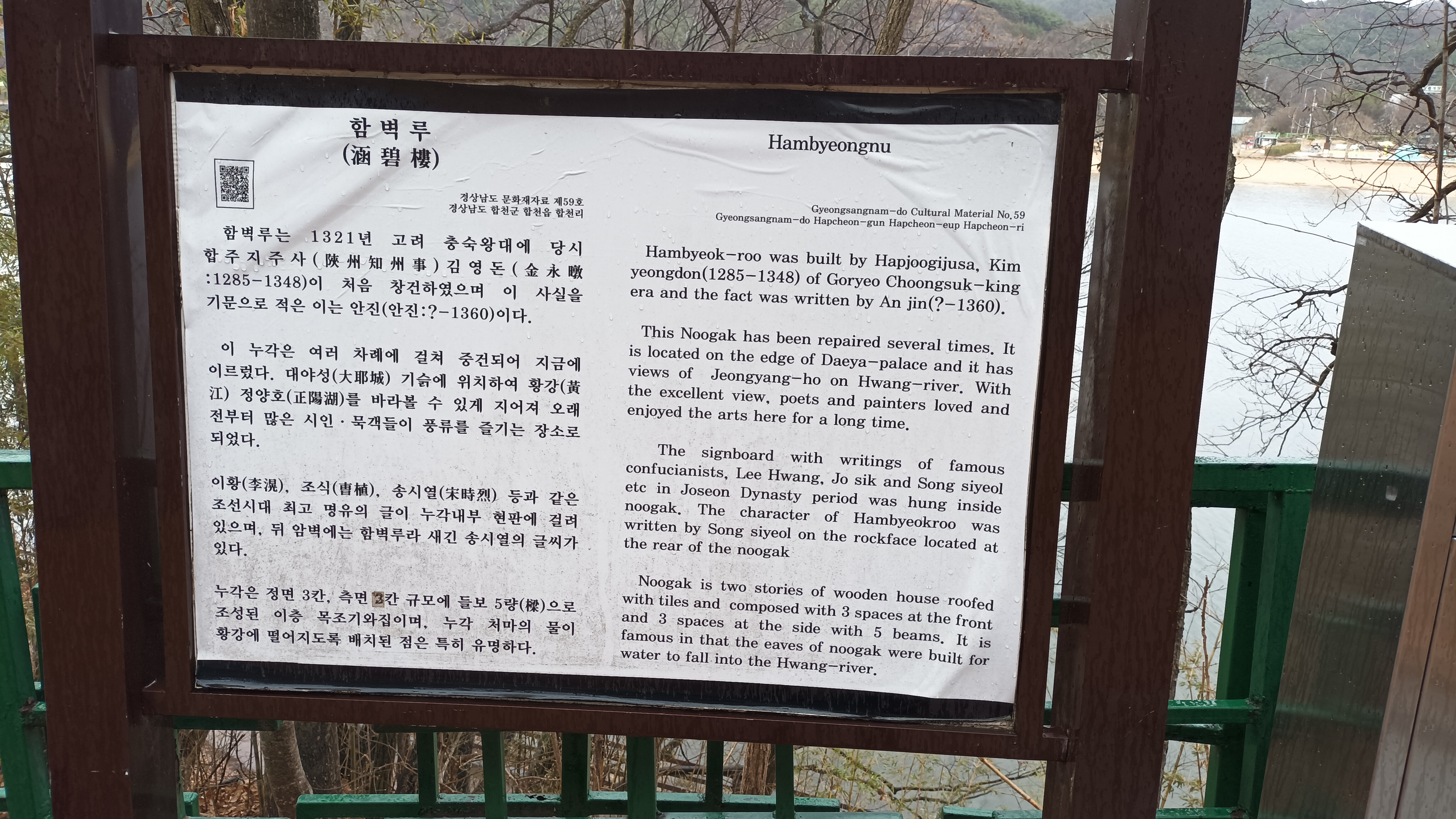
설명문

합천 함벽루(陜川 涵碧樓)는 대한민국 경상남도 합천군 합천읍에 있는 조선시대의 건축물이다. 1983년 7월 20일 경상남도의 문화재자료 제59호 함벽루로 지정되었다가, 2018년 12월 20일 현재의 명칭으로 변경되었다.

## 개요
함벽루는 1321년 고려 충숙왕대에 당시 합주지주사(陜州知州事) 김영돈(金永暾:1285-1348)이 처음 창건하였으며 이 사실을 기문으로 적은 이는 안진(안진:?-1360)이다. 이 누각은 여러 차례에 걸쳐 중건되어 지금에 이르렀다. 대야성(大耶城) 기슭에 위치하여 황강(黃江) 정양호(正陽湖)를 바라볼 수 있게 지어져 오래 전부터 많은 시인·묵객들이 풍류를 즐기는 장소로 되었다. 이황(李滉), 조식(曺植), 송시열(宋時烈) 등과 같은 조선시대 최고 명유의 글이 누각내부 현판에 걸려 있으며, 함벽루 뒤편에 드러난 중생대 백악기의 퇴적암 지층 경상 누층군 하산동층의 암벽에는 함벽루라 새긴 송시열의 글씨가 있다. 누각은 정면 3칸, 측면 3칸 규모에 들보 5량(樑)으로 조성된 이층 목조기와집이며, 누각 처마의 물이 황강에 떨어지도록 배치된 점은 특히 유명하다.

## 참고 문헌
- 합천 함벽루 - 국가유산청 국가유산포털